# 芙江駅
芙江駅（プガンえき）は、大韓民国世宗特別自治市芙江面にある、韓国鉄道公社（KORAIL）の駅。

## 接続する鉄道路線
韓国鉄道公社
京釜本線
芙江貨物線

## 駅構造
島式ホーム2面4線を有する地上駅。また、駅付近にはセメント用のサイロや軍の補給基地がある。

### のりば
| 1・2 | 京釜線 | 天安・水原・永登浦・ソウル方面           |
| 3・4 | 京釜線 | 大田・釜山・光州・木浦・麗水エキスポ方面 |

## 利用状況
2010年度の1日平均乗車人員は159人、1日平均乗降人員は310人である。

## 駅周辺
- 中部圏内陸貨物基地
- 芙江中学校（朝鮮語版）
- 芙江初等学校（朝鮮語版）
- 芙江面事務所
- 世宗芙江郵逓局

## 歴史
- 1909年11月1日 - 開業。
- 1997年11月17日 - 現在の駅舎を竣工。
- 2010年1月2日 - 芙江貨物線開通。

## 隣の駅
韓国鉄道公社
京釜本線
ITX-セマウル・セマウル号・ムグンファ号（忠北線直通列車）
通過
ムグンファ号
鳥致院駅 - 芙江駅 - 新灘津駅
芙江貨物線
芙江駅 - 芙江貨物駅